# Trichonta tristis
Trichonta tristis är en tvåvingeart som först beskrevs av Gabriel Strobl 1898.  Trichonta tristis ingår i släktet Trichonta, och familjen svampmyggor. Arten är reproducerande i Sverige.